# 성적 끌림

## 개요
성적 끌림(Sexual attraction)이란 다른 사람에게 성적으로 끌리는 감정으로서, 유성애자가 특정한 다른 사람과 성적인 접촉을 하고 싶게 만드는 감정을 뜻한다.

## 성욕과의 차이
성욕(libido)은 간단히 말해 성적 행위에 대한 욕망을 말한다. 그것은 다른 사람이 동반될 수도 있고, 혼자서 해결 가능할 수도 있다. 하지만, 성적 끌림(sexual attraction)은 성욕과는 달리 좀 더 한정적인 정의이다. 특정 성별(gender)에 성적으로 끌리는 감정으로서, 에이븐(AVEN)에서는 이를 "유성애자가 특정한 다른 사람과 성적인 접촉을 하고 싶게 만드는 감정"으로, 다른 사람을 필수 요소로 한다는 차이점이 있다고 설명했다. 성적 끌림과 성욕은 별개이며 서로 다르다.
누구에게도 성적 끌림을 느끼지 않는 사람을 무성애자(Asexual)라고 하는데, 무성애자와 무성욕자는 다르다.
무성애는 성욕의 유무와 무관하게 누구에게도 '성적 끌림'을 느끼지 않는, 즉 성적 지향성(sexual orientation)으로서 성적 끌림(sexual attraction)이 그 어떤 성별(gender)도 지향하지 않음을 뜻하는 것이고, 무성욕은 말 그대로 성욕(libido)의 부재를 뜻하는 것이다.

## 로맨틱 끌림과의 차이
성적 끌림(Sexual attraction)은 특정 성별(gender)에 성적으로 끌리는 감정으로서, "유성애자가 특정한 다른 사람과 성적인 접촉을 하고 싶게 만드는 감정"을 뜻하고, 로맨틱 끌림(Romantic attraction)은 특정 성별(gender)에 로맨틱하게 끌리는 감정으로서, "유로맨틱인 사람이 특정한 다른 사람과 로맨틱한 관계(Romantic relationship)를 맺고 싶게 만드는 감정"을 뜻하므로, 성적 끌림과 로맨틱 끌림은 별개이며 서로 다르다.

## 성적 매력과의 차이
성적 매력과의 차이점은 '매력'이라는 말은 끌림을 뜻하기도 하고 끌림을 느끼게 하는 요소를 뜻하기도 하므로, 성적 끌림과 성적 매력은 쓰임에 차이가 있다.

## 같이 보기
- 성적 지향(Sexual orientation)
- 무성애(Asexuality)
- 로맨틱 끌림(Romantic attraction)